# Grupa mržnje
Grupa mržnje je društvenа grupа kоја zаgovаrа i vrši mržnju, nepriјаteljstvo ili nаsilje premа pripаdnicimа određene rаse, etničke pripаdnosti, nаcije, religije, polа, rodnog identitetа, seksuаlne orijentаcije ili bilo kog drugog određenog sektorа društvа. Premа Federаlnom istrаžnom birou Sjedinjenih Držаvа(FBI), osnovna svrha grupe mržnje je promovisanje mržnje, neprijateljstva i zlobe protiv pripadnika rase, vere, invaliditeta, seksualne orijentаcije ili etničke pripadnosti/nacionalnog porekla koji se razlikuju od članova organizacije.
U SAD-u, dve privаtne orgаnizаcije koje nаdgledајu intolerаnciju i grupe mržnje su Antidifamacijska liga (ADL) i Južnjački pravni centаr zа siromаšne (SPLC). Oni održаvајu spiskove onih zа koje smаtrајu dа su grupe mržnje, supremаcističke grupe i аntisemitske, antivladine ili ekstremne grupe koje su počinile zločine iz mržnje. SPLC-ovа definiciја "grupe mržnje" uključuje bilo koju grupu sа verovаnjimа ili prаksаmа koje nараdајu ili klevetaju čitаvu klаsu ljudi-posebno kаdа su kаrаkteristike koje su štetne(zloćudne) nepromeljive.Premа SPLC-u, u periodu od 2000. do 2008. godine, аktivnost grupe mržnje zаbeležilа је porаst od 50% u SAD, sа ukupno 926 аktivnih grupа. Nedavno je u upotrebu dospeo termin alt-right, skraćeno od "alternativno desno". Ovај široki pојаm uključuje niz ljudi koji odbаcuju glаvni konzervаtivizаm u korist oblikа konzervаtivnosti koji mogu obuhvаtiti implicitni ili eksplicitni rаsizаm ili belu nаdmoć. Termin alt-right je opisan kao "čudna mešavina neonacista iz stare škole, teoretičara zavere, antiglobalista I mladih desničarskih internet trolova-ujedinjenih u verovanje da je beli identitet muškarca napadnut od strane multikulturnog,"politički ispravne" sile."

FBI ne obјаvljuje listu grupa mržnje, i "istrаge se sprovode jedino kаdа se vrši prijetnја ili zаgovаrаnje upotrebe sile; kаdа grupа imа očiglednu sposobnost dа izvrši proklаmovаni čin ; i kаdа bi аkt predstаvlјао potenciјаlnu povredu federаlnog zаkonа.FBI vodi stаtistiku o zločinimа iz mržnje.

## Nasilje i zločini iz mržnje
Više informacija
Četiri kategorije povezane sa grupama mržnje sklonim nasilju su:
- organizacioni kapacitet
- organizaciona izborna jedinica
- strateška povezanost
- strukturalno uređenje[10]

Što je veća ekstremistička grupa i što duže ona postoji , veća je mogućnost da se grupa uplete u nasilje. Regionalno, grupe mržnje locirane na zapadu i severoistoku sklonije su nasilju nego one koje se nalaze na jugu. Ako grupa ima harizmatičnog lidera, veća je mogućnost da će se angažovati u nasilju.
Grupe koje su u konfliktnoj vezi sa drugom grupom imaju veće šanse da se upuste u ekstremno nasilje. Količina ideološke literature koju grupa izdaje je povezana sa značajnim opadanjem nasilnog ponašanja te grupe, a više literature je povezano sa nižim stepenom nasilja. Nasilne grupe mržnje sklone su počinjavanju “silaznih zločina” , koji uključuju proganjanje manjinske grupe od strane moćnije većine. Nasuprot tome, teroristički akti tipično predstavljaju “uzlazne zločine” gde izvršilac iz manje moćne manjinske grupe cilja mnogo značajniju većinsku grupu.
Kalifornijska Asocijacija za organizacije ljudskih odnosa ističe da grupe mržnje kao što je Kju Kluks Klan (KKK) I Beli Arijevski Otpor (WAR) propovedaju nasilje protiv rasnih, religijskih, seksualnih I drugih manjina na teritoriji Sjedinjenih država. Jozef E. Agne tvrdi da je nasilje motivisano mržnjom rezultat uspeha pokreta za prava građana i tvrdi da se KKK ponovo pojavio da su formirane nove grupe mržnje. Agne smatra da je pogrešno potceniti snagu pokreta mržnje njihovih branilaca – zastupnika i nečujnih učesnika/partnera. U Sjedinjenim Državama , zločini koji “predstavljaju dokaze o predrasudama zasnovanim na rasi, religiji, seksualnoj orijentaciji Ili etničkoj pripadnosti , uključujući I ubistva I ubistva bez predumišljaja , nasilničko silovanje, pljačke, teške napade, provale, razbojničke krađe , krađe motornih vozila , podmetanje požara, obične napade, zastrašivanja I uništavanje, oštećivanje imovine” usmerene na vladu, pojedinca, firme ili institucije , uključujući grupe mržnje I zločine iz mržnje , mogu se svrstati u dela domaćeg nasilja.

## Govor mržnje
Ehud Sprizak, specijalista za borbu protiv terorizma tvrdi da je verbalno nasilje “ upotreba govora ekstremizma protiv pojedinca ili grupe, I da ukazuje na direktnu pretnju upotrebe fizičkog nasilja protiv njih , ili indirektan poziv da se ista upotrebi. Spriznak tvrdi da je verbalno nasilje obično zamena za stvarno nasilje, I da mržnja u verbalnom obliku potencijalno može, ljude koji nisu u stanju da naprave razliku izmedju stvarnog I verbalnog nasilja, da navede da se upuste u stvarno nasilje.
Ljudi su skloni da osuđuju do kog stepena je uvredljiv govor mržnje, na osnovu toga kakav je govor održan u javnosti I koja je ciljna grupa. Iako su ljudska misljenja o govoru mržnje složena, obično se najuvredljivijim smatraju govori u javnosti koji imaju etničke manjine za ciljnu grupu.
Istoričar Danijel Goldhagen, u svojoj debati o Antisemitskim grupama mržnje, tvdi da bi trebalo gledati na verbalno nasilje kao na “napad sam po sebi , sa namerom da se proizvede krajnja šteta, emotivna, psiholoska, drustvena- na dostojanstvo i čast Jevrejskog naroda. Rane koje se otvaraju takvim omalovažavanjem… mogu biti jednako strašne ….kao I fizičko nasilje.
Sredinom 90tih siroka upotreba Interneta je donela međunarodnu izloženost mnogim organizacijama, uključujuci i grupe koje veruju u Superiornost bele rase, neo –Nacizam, homofobiju, poricanje holokausta I Islamofobiju. Neke grupe koje veruju u Superiornost bele rase, su osnovale stranice na internet uperene protiv grupa koje vide kao svoje nepriatelje.
1996. godine, Simon Wiesenthal Centar u Los Anđelesu je tražio od internet provajdera da usvoje etički kod koji bi sprečio ekstremiste da objavljuju svoje stavove online.
1996. godine Evropska Komisija je osnovala Savetodavnu Komisiju za Rasizam I Ksenofobiju (SKRK), pan evropsku grupu od koje je traženo da” istraži i, koristeci zakonodavna sredstva, stavi pečat na trenutni talas rasizma na Internetu.

## Verske grupe mržnje
Centar za Južno zakonodasvstvo je imenovao nekoliko Hrišcanskih grupa kao grupe mržnje, uključujući I Asocijaciju za Američke Porodice, Savet za Istraživanje porodicnih pitanja, Abiding Truth inistries, Američka Vizija, Chalcedon Fondacija , Dove World Outreach centari I Koaliciju tradicionalnih vrednosti I Westboro Baptisticku crkvu. Pojedini konzervativci su kritikovali SPLC zbog stavljanja pojedinih hrišcanskih grupa poput Saveta za istraživanje porodičnih pitanja na listu.

The SPLC klasifikuje Nation of Islam kao grupu mržnje u kategoriju crnih separatista.
NOI propoveda da je naučnik Yakub- koji je bio crnac, stvorio belu rasu, “rasu đavola” na grčkom ostrvu Patmos. NOI za razliku od drugih Muslimanskih grupa ne prihvata članove bele rase, I nije prihvaćena kao legitimna grana Islama od strane centara Muslimana.
Kreativni Pokret Superiornost Bele rase (ranije poznat kao Svetska crkva stvoritelja) pod vođstvom Matthew Hale se povezuje sa nasiljem I bigotizmom. Aryan Nations je druga religiozna grupa mržnje, koja se zalaže za Superiornost Bele Rase.
Westboro Baptistička Crkva se smatra grupom mržnje zbog svog provokativnog stava protiv homoseksualizma I Sjedinjenih Američkih Drzava, I osuđena je od strane mnogih centara kako protivnika tako i boraca za prava homoseksualaca.

## Grupe mržnje na internetu
Tradicionalno, grupe mržnje su regrutovale članove i širile ekstremističke poruke usmeno, ili kroz deljenje flajera i pamfleti. Suprotno, internet je omogućio članovima grupȃ mržnje iz celog sveta da se angažuju u konverzacijama ralnog vremena. Internet je bio blagodat za grupe mržnje u pogledu promocije, vrbovanja i ekspanzije njihove podloge za uključivanje mlađe publike. Grupa mržnje na internetu ne mora da bude deo tradicionalne frakcije kao Kju kluks klan.
Dok su mnogi sajtovi eksplicitno antagonistički ili nasilni, drugi mogu izgledati patriotski ili benigni, i ova fasada može da doprinese privlačenju grupa.Veb stranice grupa mržnje rade prema sledećim ciljevima : da obrazuju grupu članova i javnosti, da ohrabre učešće, da zahtevaju božansko zvanje i privilegije, da optuže one koji su izvan grupe ( na primer vladu ili medije). Grupe koje rade efektno prema ovim ciljevima preko prisustva onlajn tendencija za osnaživanja smilsa njihovog identiteta, smanjenja nivoa pretnji od strane spoljnih grupa i regrutovanje više novih članova.
Simon Wiesenthal centar, u svom 2009 internet izveštaju, identifikovao je više od 10 000 problematičnih veb sajtova i drugih objava vezanih za grupe mržnje i terorizam. Izveštaj uključuje veb sajtove grupa mržnje, društvene mreže, blogove, njuzgrupa, jutjuba i drugih video sajtova. Nalazi ilustruju da kako internet nastavlja da raste, ekstremisti nalaze nove načine da poranđu validnost njihovih agenda i regrutovanih članova.
Kreatori stranica mržnje i grupa na Fejsbuku biraju svoje mete, osnivaju svoje stranice ili grupe, a onda regrutuju članove. Svako može da napravi grupu na Fejsbuku i pozove pratioce da postavljaju komentare, dodaju slike i učestvuju u diskusijama. Fejsbuk stranica je slična, sa izuzetkom da neko mora da „lajkuje“ stranicu da bi postao član. Zbog lakoće pravljenja i pridruživanja takvim grupama, mnoge takozvane grupe mržnje postoje samo u sajberprostoru. Ujedinjeni patriotski front, internet zasnovana Australijska krajnje desničarska antiimigrantska i neonacistička organizacija osnovana 2015. godine je bila opisana kao grupa mržnje.

## Psihologija grupa mržnje
Međugrupni konflikt ispunjen mržnjom može biti motivisan „privrženošću unutar grupe“, željom da se pozitivno doprinese grupi kojoj se pripada, ili „mržnjom izvan grupe“, željom da se povredi tuđa grupa. Pojedinci, kao i grupe, više su motivisani „prvirženošću unutar grupe“ nego „mržnjom izvan grupe“, iako obe motivacije mogu unaprediti status grupe. Ova preferencija je naročito istaknuta kada grupa nije u takmičarskoj poziciji u odnosu na druge. Ova naklonost prema kooperativnom ponašanju sugeriše da međugrupni konflikt može opasti ako članovi grupe posvete više energije pozitivnim unutargrupnim poboljšanjima nego izvangrupnom takmičenju. Kod grupa osnovanih oko seta moralnih načela veća je verovatnoća nego kod grupa koje nisu zasnovane na tim načelima da će ispoljiti „izvangrupnu mržnju“ kao odgovor na njihov naročito snažan osećaj „unutargrupne privrženosti“.

Međugrupna pretnja se pojavljuje kada interesi jedne grupe prete ciljevima i blagostanju druge grupe. Teorije o međugrupnoj pretnji pružaju okvir za međugrupne predrasude i agresiju.

Jedan tip teorije o međugrupnoj pretnji, realistička teorija o grupnom konfliktu, govori o takmičenju među grupama pretpostavljajući da kada se dve grupe takmiče za ograničene resurse, potencijalni uspeh jedne grupe je u suprotnosti sa interesima druge, što dovodi do negativnih stavova van grupe.Ako grupe imaju isti cilj, njihove interakcije će biti pozitivne, ali suprotstavljeni ciljevi će pogoršati međugrupne odnose. Međugrupni konflikt može povećati jedinstvo unutar grupe, dovodeći do većeg dispariteta i više sukoba među grupama.
Teorija simboličke pretnje govori da je međugrupna predrasuda i pretnja rezultat suprotastavljenih ideala, a ne posmatranog takmičenja i suprotstavljenih ciljeva. Predrasude zasnovane na simboličkoj pretnji imaju tendenciju da budu jači predskazivači praktičnog ponašanja prema „izvangrupama“ nego predrasude zasnovane na stvarnoj pretnji.
Realistička teorija grupnog konflikta i teorija simboličke pretnje su, u nekim slučajevima, kompatibilne. Teorija integrisane pretnje prepoznaje da sukob može nastati iz kombinacije Međugrupne dinamike i klasifikuje pretnje u četiri tipa: realna pretnja, simbolička pretnja, međugrupna strepnja, negativni stereotipi. Intergroup threat theories provide a framework for intergroup biases and aggression. Teorije međugrupne pretnje pružaju okvir za pristrasnost i agresiju između grupa. Međugrupna strepnja se odnosi na osećaj nelagodnosti među članovima drugih grupa, što predviđa pristrasne stavove i ponašanja. Negativni stereotipi takođe su u korelaciji sa ovim ponašanjem, uzrokujući pretnju zasnovanu na negativnim očekivanjima o pojedincima izvan grupe. Prema modelu mržnje sačinjenog od 7 etapa, grupa mržnje, ako je neometana, prolazi kroz sedam sukcesivnih faza. U prve četiri faze, grupe mržnje vokalizuju svoja uverenja i u poslednje 3 faze one deluju na osnovu uverenja. Faktori koji doprinose verovatnoći da će grupa delovati uključuju ranjivost njenih članova kao i njeno oslanjanje na simbole i mitologije. Ovaj model ukazuje na tranzicioni period koji postoji između verbalnog nasilja i činjenja tog nasilja, odvajajući okorele mrzitelje od retoričkih mrzitelja. Dakle, govor mržnje se smatra preduslovom zločina iz mržnje i uslovom njihovog mogućeg ispoljavanja.
Intervencija grupe mržnje je najverovatnija ako grupa još nije prošla etapu od govora do akcije, i intervencije na nezrelim grupama mržnje su efikasnije od onih koje su čvrsto uspostavljene. Intervencija i rehabilitacija su najefikasnije kada onaj koji istražuje grupu mržnje može identifikovati i dekonstruisati lične nesigurnosti članova grupe, što zauzvrat doprinosi slabosti grupe. Možda najvažnije za suzbijanje grupne mržnje je prevencija regrutovanja novih članova kroz podršku onima koji su najranjiviji, posebno dece i omladine, u razvijanju pozitivnog samopoštovanja i humanizovanog shvatanja onih van grupe.